# Rumore bianco (romanzo)
Rumore bianco (titolo originale: White Noise) è l'ottavo romanzo dello scrittore statunitense Don DeLillo, pubblicato nel 1985. Esempio d'eccellenza della letteratura postmoderna, fu vincitore del National Book Award per la Fiction. De Lillo avrebbe voluto intitolare il libro Panasonic, ma la compagnia omonima si oppose.
Nel 2022, il romanzo è stato adattato nel film omonimo, diretto da Noah Baumbach.

## Trama
Ambientato in un bucolico college del Midwest degli Stati Uniti, Rumore bianco racconta un anno di vita di Jack Gladney, un professore universitario che ha guadagnato notorietà iniziando per primo degli studi approfonditi sulla figura di Adolf Hitler (nonostante egli non parli il tedesco). È stato sposato diverse volte e sia lui che la sua attuale moglie, Babette, hanno figli da precedenti matrimoni. La prima metà di Rumore bianco è una cronaca dell'assurdo della vita di famiglia, combinata con una satira sul mondo accademico.
Nella seconda parte, una fuoriuscita di materiali chimici da un vagone ferroviario causa la formazione di una nuvola tossica nella zona in cui vivono Jack e la sua famiglia, rendendo necessaria un'evacuazione. Preoccupato di essersi esposto alla tossina, Jack è costretto a fare i conti col fatto di poter morire. In breve il romanzo diviene una riflessione sulla paura della morte nella società moderna e sulla sua ossessione per le cure mediche, con Jack che cerca di comprare al mercato nero un farmaco chiamato "Dylar", che si ritiene possa alleviare la paura della morte.

## Temi
White Noise esplora diversi dei temi emersi durante la seconda metà del ventesimo secolo, fra i quali il consumismo rampante, la saturazione mediatica, l'intellettualismo spicciolo, le cospirazioni sotterranee, la disintegrazione e la reintegrazione della famiglia, la paranoia e le qualità potenzialmente positive della violenza umana. Il titolo fa riferimento al "rumore bianco" prodotto dal consumismo, dai media, dalle masturbazioni mentali, dai progressi delle tecnologie della comunicazione e dalla riduzione dello spazio privato.
(Don DeLillo)
Nel romanzo la cospirazione agisce a livello familiare e quotidiano. La ex moglie del protagonista con lui parlava in inglese, ma al telefono parlava in spagnolo o portoghese. I mariti e le mogli che DeLillo descrive sembrano più agenti del controspionaggio che non tranquilli coniugi dell'American dream. Il complotto è dunque entrato nel DNA dell'americano medio, trasformando la paranoia politica in domestica, e viceversa.Il romanzo esprime la contraddizione tra il mondo monotono, popolato da una tecnologia che asserve l'uomo e lo danneggia, e una voglia intima di trascendente che urta contro la paura della morte

## Curiosità
- DeLillo voleva intitolare il libro Panasonic ("La parola panasonic, divisa nelle sue parti costitutive — pan, dal greco, che significa "tutto" e sonic, dal latino sonus, cioè "suono" — mi sembra un titolo che suggerisce quella saturazione sonora assolutamente vitale per il romanzo..."), ma il gruppo giapponese Matsushita, proprietario dell'omonimo marchio, non concesse allo scrittore il permesso di utilizzarlo.

## Adattamento cinematografico
Il regista Barry Sonnenfeld ha lavorato su una riduzione cinematografica di Rumore bianco, la cui uscita nelle sale era attesa per l'autunno 2006. Tuttavia il progetto fu accantonato.
Nel 2022 il regista Noah Baumbach ha diretto un adattamento cinematografico del romanzo, intitolato Rumore bianco e presentato in concorso alla 79ª Mostra internazionale d'arte cinematografica di Venezia.

## Edizioni italiane
- Rumore bianco, traduzione di Mario Biondi, Napoli, Tullio Pironti, 1987, ISBN 978-88-793-7048-6. - Milano, CDE, 1988; Collana Einaudi Tascabili. Letteratura, Torino, Einaudi, 1999, ISBN 978-88-061-4727-3; Roma, L'Espresso, 2003; Milano, Il Sole 24 Ore, 2013.
- Rumore bianco, traduzione di Federica Aceto, Collana Supercoralli, Torino, Einaudi, 2023, ISBN 978-88-062-5563-3.